# گریس داو
گریس داو (انگلیسی: Grace Dove؛ زاده ۲۵ ژوئیه ۱۹۹۱) هنرپیشه و مجری تلویزیونی اهل کانادا است که در ابتدا به‌خاطر بازی در نقش همسر هیو گلس در فیلم بازگشته (۲۰۱۵) و همچنین بازی در نقش شخصیت ریکی، مکانیک با استعداد در فیلم چگونه پایان می‌پذیرد (۲۰۱۸) شناخته شد. او تا سال ۲۰۲۲ در کنار هیلاری سوانک، برندهٔ دو جایزه اسکار، در درام آلاسکا دیلی شبکه ای‌بی‌سی، در نقش خبرنگارانی که به زنان و دختران بومی مفقود و کشته شده (MMIWG) می‌پردازند، بازی می‌کند.

## زندگی شخصی
داو که در ۲۵ ژوئیهٔ ۱۹۹۱ متولد شد، یک شکوپ‌میک از گروه بومیان کنیم لیک در منطقهٔ کاریبو در بریتیش کلمبیا است. او در پرنس جورج، بریتیش کلمبیا بزرگ شد و در مدرسهٔ ابتدایی سالمون ولی و دبیرستان کلی رود تحصیل کرد. پدرش یک فیلمساز بود که در کودکی او را برای بازدید به هالیوود برد. او پس از فارغ‌التحصیلی از دبیرستان به ونکوور نقل مکان کرد تا در دانشکده فیلم ونکوور در رشته بازیگری تحصیل کند.

## فیلم‌شناسی

### فیلم
| سال  | عنوان               | نقش             |
| ---- | ------------------- | --------------- |
| ۲۰۱۲ | این دیوارها         | ماری            |
| ۲۰۱۴ | برش                 | اما             |
| ۲۰۱۵ | بازگشته             | همسر هیو گلس    |
| ۲۰۱۷ | او برای هزاران زبان | یاهل-تیسو-کویاس |
| ۲۰۱۷ | مینو بیمادیزیوین    | بنگیشیموگیکوه   |
| ۲۰۱۸ | چگونه پایان می‌پذیرد | ریکی            |
| ۲۰۲۰ | مانکی بیچ           | لیزا            |
| ۲۰۲۰ | سفر قلب من          | الن ریورز       |
| ۲۰۲۲ | استخوان‌های کلاغ‌ها   | آلین اسپیرز     |

### تلویزیون
| سال        | عنوان       | نقش       | یادداشت          |
| ---------- | ----------- | --------- | ---------------- |
| ۲۰۱۷       | آندراکسپوزد | خودش      | فصل ۲–۴؛ ۳۹ قسمت |
| ۲۰۲۲–اکنون | آلاسکا دیلی | رز فرندلی | نقش اصلی         |